# Verein für Rasensport OLI Bürstadt 1910 1977-1978
Questa voce raccoglie le informazioni riguardanti il Verein für Rasensport OLI Bürstadt 1910 nelle competizioni ufficiali della stagione 1977-1978.

## Stagione
Nella stagione 1977-1978 il VfR Burstadt, allenato da Wolfgang Solz e Jupp Becker, concluse il campionato di 2. Bundesliga al 18º posto. In Coppa di Germania il VfR Burstadt fu eliminato al primo turno dal Rot-Weiss Essen.

## Rosa
| N. |                     | Ruolo | Calciatore        |
| -- | ------------------- | ----- | ----------------- |
|    | Germania (bandiera) | P     | Udo Böhs          |
|    | Germania (bandiera) | P     | Manfred Neuwinger |
|    | Germania (bandiera) | D     | Bert Grieser      |
|    | Germania (bandiera) | D     | Reinhard Grimm    |
|    | Germania (bandiera) | D     | Kurt Köhle        |
|    | Germania (bandiera) | D     | Werner Martin     |
|    | Germania (bandiera) | D     | Klaus Nathmann    |
|    | Germania (bandiera) | D     | Ludwig Reinhardt  |
|    | Germania (bandiera) | D     | Jürgen Strack     |
|    | Germania (bandiera) | D     | Bernd Weigel      |
|    | Germania (bandiera) | C     | Dieter Bartel     |
|    | Germania (bandiera) | C     | Günther Dehoff    |

| N. |                     | Ruolo | Calciatore       |
| -- | ------------------- | ----- | ---------------- |
|    | Germania (bandiera) | C     | Rudolf Geier     |
|    | Germania (bandiera) | C     | Klaus Gleim      |
|    | Germania (bandiera) | C     | Karl-Heinz Humm  |
|    | Germania (bandiera) | C     | Gernot Jüllich   |
|    | Germania (bandiera) | C     | Rainer Lange     |
|    | Germania (bandiera) | C     | Jürgen Nachtmann |
|    | Germania (bandiera) | C     | Guido Stetter    |
|    | Germania (bandiera) | C     | Timo Zahnleiter  |
|    | Germania (bandiera) | A     | Hans-Otto Jordan |
|    | Germania (bandiera) | A     | Horst Schauß     |
|    | Germania (bandiera) | A     | Erich Schmiedl   |

## Organigramma societario
Area tecnica
- Allenatore: Jupp Becker
- Allenatore in seconda:
- Preparatore dei portieri:
- Preparatori atletici:

## Calciomercato

### Sessione estiva
| Acquisti | Acquisti         | Acquisti            | Acquisti |
| R.       | Nome             | da                  | Modalità |
| -------- | ---------------- | ------------------- | -------- |
| C        | Dieter Bartel    | Homburg             |          |
| C        | Jürgen Nachtmann | Wormatia Worms      |          |
| D        | Werner Martin    | Röchling Völklingen |          |
| A        | Horst Schauß     | Röchling Völklingen |          |
| D        | Jürgen Strack    | 1. FC Hochstadt     |          |
| C        | Timo Zahnleiter  | AEK Atene           |          |

| Cessioni | Cessioni | Cessioni | Cessioni |
| R.       | Nome     | a        | Modalità |
| -------- | -------- | -------- | -------- |

### Sessione invernale
| Acquisti | Acquisti | Acquisti | Acquisti |
| R.       | Nome     | da       | Modalità |
| -------- | -------- | -------- | -------- |

| Cessioni | Cessioni | Cessioni | Cessioni |
| R.       | Nome     | a        | Modalità |
| -------- | -------- | -------- | -------- |

## Risultati

### 2. Bundesliga

#### Girone di andata
| Arbitro: | Schmidhuber |

|  |           |            |
|  | Marcatori | 53’ Martin |

| Arbitro: | Vielsack |

|                                        |           |  |
| Kejwal 28’ (aut.) Jordan 55’ Geier 62’ | Marcatori |  |

| Arbitro: | Kettenbach |

|                                               |           |            |
| Drexler 35’ Cestonaro 68’ Bechtold 86’ (rig.) | Marcatori | 42’ Jordan |

| Arbitro: | Hontheim |

|                                 |           |           |
| Stetter 1’, 4’, 41’ Grieser 87’ | Marcatori | 43’ Stahl |

| Arbitro: | Binninger |

|            |           |  |
| Erhart 75’ | Marcatori |  |

| Arbitro: | Glaw |

|                                    |           |               |
| Grieser 39’ (rig.) Jordan 81’, 85’ | Marcatori | 36’ Deterding |

| Arbitro: | Frickel |

|                        |           |            |
| Dier 13’ Schuberth 78’ | Marcatori | 67’ Jordan |

| Bürstadt 18 settembre 1977 8ª giornata | VfR Bürstadt | 0 – 0 referto | Chio Waldhof Mannheim | Robert-Kölsch-Stadion (10 000 spett.)\| Arbitro: \| Joos \| |
| Arbitro:                               | Joos         |               |                       |                                                             |

| Arbitro: | Regneri |

|                            |           |            |
| Lieberwirth 17’ Täuber 35’ | Marcatori | 75’ Jordan |

| Arbitro: | Huster |

|  |           |          |
|  | Marcatori | 15’ Kalb |

| Würzburg 9 ottobre 1977 11ª giornata | FV Würzburg 04 | 0 – 0 referto | VfR Bürstadt | Stadion am Dallenberg (4 000 spett.)\| Arbitro: \| Biwersi \| |
| Arbitro:                             | Biwersi        |               |              |                                                               |

| Arbitro: | Quindeau |

|  |           |                  |
|  | Marcatori | 60’ Blechschmidt |

| Arbitro: | Dölfel |

|                                          |           |                                   |
| Posniak 62’ Dehoff 74’ (aut.) Weiler 77’ | Marcatori | 5’ Jordan 15’ Nathmann 85’ Martin |

| Arbitro: | Therre |

|                 |           |           |
| Jordan 46’, 64’ | Marcatori | 54’ Weber |

| Arbitro: | Dilg |

|                              |           |            |
| Hoffmann 38’ Haug 42’ (rig.) | Marcatori | 78’ Jordan |

| Arbitro: | Kipper |

|                   |           |                                 |
| Martin 75’ (rig.) | Marcatori | 7’ Michelberger 31’ Leiendecker |

| Arbitro: | Messmer |

|                                   |           |            |
| Breuer 8’, 46’, 61’, 71’ Horn 33’ | Marcatori | 45’ Jordan |

| Arbitro: | Karr |

|                       |           |  |
| Beller 40’ Werner 66’ | Marcatori |  |

| Arbitro: | Kalenborn |

|                          |           |                |
| Jordan 43’ Nachtmann 70’ | Marcatori | 15’, 31’ Unger |

#### Girone di ritorno
| Bürstadt 7 gennaio 1978 20ª giornata | VfR Bürstadt | 0 – 0 referto | Freiburger | Robert-Kölsch-Stadion (3 000 spett.)\| Arbitro: \| Dölfel \| |
| Arbitro:                             | Dölfel       |               |            |                                                              |

| Arbitro: | Föckler |

|                                |           |                                                |
| Emmerich 29’ (rig.) Scholz 44’ | Marcatori | 40’ Geier 59’, 78’, 87’, 89’ Jordan 62’ Bartel |

| Arbitro: | Frickel |

|                  |           |                       |
| Weiss 80’ (aut.) | Marcatori | 11’ Hahn 73’ Bechtold |

| Arbitro: | Filla |

|                              |           |            |
| Bernecker 14’ Tripbacher 50’ | Marcatori | 70’ Jordan |

| Arbitro: | Kettenbach |

|             |           |  |
| Stetter 17’ | Marcatori |  |

| Arbitro: | Fleischer |

|                                |           |  |
| Oleknavicius 59’ Deterding 87’ | Marcatori |  |

| Arbitro: | Engel |

|            |           |  |
| Jordan 77’ | Marcatori |  |

| Arbitro: | Niebergall |

|                                      |           |  |
| Harm 18’, 87’ Böhni 67’ Lachmann 76’ | Marcatori |  |

| Arbitro: | Dölfel |

|              |           |                        |
| Nathmann 26’ | Marcatori | 34’ Pausch 80’ Walitza |

| Arbitro: | Biwersi |

|                                                |           |  |
| Trenkel 50’ Krauth 58’, 60’ Günther 85’ (rig.) | Marcatori |  |

| Arbitro: | Binninger |

|  |           |                                           |
|  | Marcatori | 40’ (rig.) Johansen 45’ Schmitt 80’ Hayer |

| Arbitro: | Kipper |

|                                                                                     |           |  |
| Seiler 11’, 90’ Lottermann 14’ Martin 48’ (aut.) Krause 78’ Pechtold 79’ Paulus 80’ | Marcatori |  |

| Arbitro: | Drescher |

|                       |           |  |
| Martin 74’ Bartel 85’ | Marcatori |  |

| Arbitro: | Scheffner |

|  |           |                                                                                           |
|  | Marcatori | 15’ (aut.) Müller 24’, 51’ Schauß 39’ Schmiedl 57’, 67’, 73’, 80’ Lange 75’ (rig.) Bartel |

| Arbitro: | Ross |

|  |           |              |
|  | Marcatori | 70’ Stichler |

| Arbitro: | Schmoock |

|                              |           |            |
| Schlief 48’ Michelberger 60’ | Marcatori | 22’ Bartel |

| Arbitro: | Kuhn |

|           |           |                               |
| Grimm 86’ | Marcatori | 3’ Hannakampf 17’, 64’ Hansen |

| Arbitro: | Engel |

|  |           |            |
|  | Marcatori | 74’ Werner |

| Arbitro: | Quindeau |

|                                          |           |  |
| Unger 15’, 38’, 73’ (rig.) Pankotsch 67’ | Marcatori |  |

### Coppa di Germania
| Arbitro: | Stäglich |

|                             |           |                        |
| Ehmke 18’, 85’ Sperlich 32’ | Marcatori | 67’ Stetter 82’ Jordan |

## Statistiche

### Statistiche di squadra
| Competizione      | Punti | In casa | In casa | In casa | In casa | In casa | In casa | In trasferta | In trasferta | In trasferta | In trasferta | In trasferta | In trasferta | Totale | Totale | Totale | Totale | Totale | Totale | DR  |
| Competizione      | Punti | G       | V       | N       | P       | Gf      | Gs      | G            | V            | N            | P            | Gf           | Gs           | G      | V      | N      | P      | Gf     | Gs     | DR  |
| ----------------- | ----- | ------- | ------- | ------- | ------- | ------- | ------- | ------------ | ------------ | ------------ | ------------ | ------------ | ------------ | ------ | ------ | ------ | ------ | ------ | ------ | --- |
| 2. Bundesliga     | 25    | 19      | 7       | 3       | 9       | 22      | 21      | 19           | 3            | 2            | 14           | 26           | 47           | 38     | 10     | 5      | 23     | 48     | 68     | -20 |
| Coppa di Germania | -     | 0       | 0       | 0       | 0       | 0       | 0       | 1            | 0            | 0            | 1            | 2            | 3            | 1      | 0      | 0      | 1      | 2      | 3      | -1  |
| Totale            | 25    | 19      | 7       | 3       | 9       | 22      | 21      | 20           | 3            | 2            | 15           | 28           | 50           | 39     | 10     | 5      | 24     | 50     | 71     | -21 |

### Andamento in campionato
| Giornata  | 1 | 2 | 3 | 4 | 5  | 6 | 7 | 8 | 9  | 10 | 11 | 12 | 13 | 14 | 15 | 16 | 17 | 18 | 19 | 20 | 21 | 22 | 23 | 24 | 25 | 26 | 27 | 28 | 29 | 30 | 31 | 32 | 33 | 34 | 35 | 36 | 37 | 38 |
| --------- | - | - | - | - | -- | - | - | - | -- | -- | -- | -- | -- | -- | -- | -- | -- | -- | -- | -- | -- | -- | -- | -- | -- | -- | -- | -- | -- | -- | -- | -- | -- | -- | -- | -- | -- | -- |
| Luogo     | T | C | T | C | T  | C | T | C | T  | C  | T  | C  | T  | C  | T  | C  | T  | T  | C  | C  | T  | C  | T  | C  | T  | C  | T  | C  | T  | C  | T  | C  | T  | C  | T  | C  | C  | T  |
| Risultato | V | V | P | V | P  | V | P | N | P  | P  | N  | P  | N  | V  | P  | P  | P  | P  | N  | N  | V  | P  | P  | V  | P  | V  | P  | P  | P  | P  | P  | V  | V  | P  | P  | P  | P  | P  |
| Posizione | 9 | 1 | 9 | 5 | 10 | 6 | 8 | 7 | 12 | 14 | 14 | 14 | 14 | 12 | 13 | 13 | 16 | 18 | 18 | 16 | 16 | 16 | 16 | 16 | 17 | 16 | 17 | 18 | 18 | 18 | 18 | 18 | 18 | 18 | 18 | 18 | 18 | 18 |

Legenda:

Luogo: C = Casa; T = Trasferta. Risultato: V = Vittoria; N = Pareggio; P = Sconfitta.

### Statistiche dei giocatori
| Giocatore     | 2. Bundesliga | 2. Bundesliga | 2. Bundesliga | 2. Bundesliga | Coppa di Germania | Coppa di Germania | Coppa di Germania | Coppa di Germania | Totale   | Totale | Totale      | Totale     |
| Giocatore     | Presenze      | Reti          | Ammonizioni   | Espulsioni    | Presenze          | Reti              | Ammonizioni       | Espulsioni        | Presenze | Reti   | Ammonizioni | Espulsioni |
| ------------- | ------------- | ------------- | ------------- | ------------- | ----------------- | ----------------- | ----------------- | ----------------- | -------- | ------ | ----------- | ---------- |
| D. Bartel     | 21            | 4             | 5             | 0             | 0                 | 0                 | 0                 | 0                 | 21       | 4      | 5           | 0          |
| U. Böhs       | 38            | 0             | 2             | 0             | 1                 | 0                 | 0                 | 0                 | 39       | 0      | 2           | 0          |
| G. Dehoff     | 5             | 0             | 0             | 0             | 0                 | 0                 | 0                 | 0                 | 5        | 0      | 0           | 0          |
| R. Geier      | 24            | 2             | 2             | 0             | 1                 | 0                 | 0                 | 0                 | 25       | 2      | 2           | 0          |
| K. Gleim      | 0             | 0             | 0             | 0             | 0                 | 0                 | 0                 | 0                 | 0        | 0      | 0           | 0          |
| B. Grieser    | 19            | 2             | 0             | 0             | 0                 | 0                 | 0                 | 0                 | 19       | 2      | 0           | 0          |
| R. Grimm      | 19            | 1             | 4             | 0             | 1                 | 0                 | 0                 | 0                 | 20       | 1      | 4           | 0          |
| K. Humm       | 28            | 0             | 1             | 0             | 1                 | 0                 | 0                 | 0                 | 29       | 0      | 1           | 0          |
| H. Jordan     | 31            | 18            | 2             | 0             | 1                 | 1                 | 0                 | 0                 | 32       | 19     | 2           | 0          |
| G. Jüllich    | 5             | 0             | 0             | 0             | 0                 | 0                 | 0                 | 0                 | 5        | 0      | 0           | 0          |
| K. Köhle      | 4             | 0             | 0             | 0             | 0                 | 0                 | 0                 | 0                 | 4        | 0      | 0           | 0          |
| R. Lange      | 29            | 4             | 1             | 0             | 1                 | 0                 | 1                 | 0                 | 30       | 4      | 2           | 0          |
| W. Martin     | 34            | 4             | 5             | 0             | 1                 | 0                 | 0                 | 0                 | 35       | 4      | 5           | 0          |
| J. Nachtmann  | 16            | 1             | 0             | 0             | 0                 | 0                 | 0                 | 0                 | 16       | 1      | 0           | 0          |
| K. Nathmann   | 34            | 2             | 0             | 0             | 1                 | 0                 | 0                 | 0                 | 35       | 2      | 0           | 0          |
| M. Neuwinger  | 1             | 0             | 0             | 0             | 0                 | 0                 | 0                 | 0                 | 1        | 0      | 0           | 0          |
| L. Reinhardt  | 35            | 0             | 5             | 0             | 1                 | 0                 | 0                 | 0                 | 36       | 0      | 5           | 0          |
| H. Schauß     | 30            | 2             | 1             | 1             | 1                 | 0                 | 0                 | 0                 | 31       | 2      | 1           | 1          |
| E. Schmiedl   | 19            | 1             | 2             | 0             | 0                 | 0                 | 0                 | 0                 | 19       | 1      | 2           | 0          |
| G. Stetter    | 32            | 4             | 4             | 0             | 1                 | 1                 | 0                 | 0                 | 33       | 5      | 4           | 0          |
| J. Strack     | 38            | 0             | 3             | 0             | 1                 | 0                 | 0                 | 0                 | 39       | 0      | 3           | 0          |
| B. Weigel     | 18            | 0             | 1             | 0             | 1                 | 0                 | 0                 | 0                 | 19       | 0      | 1           | 0          |
| T. Zahnleiter | 0             | 0             | 0             | 0             | 0                 | 0                 | 0                 | 0                 | 0        | 0      | 0           | 0          |